# Tatsuya Yamaguchi (Fußballspieler)
Tatsuya Yamaguchi (jap. 山口 竜弥, Yamaguchi Tatsuya; * 9. Februar 2000 in Kawasaki, Präfektur Kanagawa) ist ein japanischer Fußballspieler.

## Karriere
Tatsuya Yamaguchi erlernte das Fußballspielen in den Jugendmannschaften vom Osone SC und dem Mamedo FC sowie in der Schulmannschaft der Tokai University Sagamihara High School. Seinen ersten Vertrag unterschrieb er 2018 bei Gamba Osaka. Der Verein aus Suita, einer Stadt in der nördlichen Präfektur Osaka, spielte in der höchsten japanischen Liga, der J1 League. Die U23-Mannschaft von Gamba spielte in der dritten Liga. In der dritten Liga absolvierte er 92 Spiele. In der ersten Liga kam er nicht zum Einsatz. Im Januar 2021 nahm ihn der Zweitligist Tokyo Verdy ablösefrei unter Vertrag. Hier stand er zwei Spielzeiten unter Vertrag und absolvierte 19 Zweitligaspiele. Zu Beginn der Saison 2023 wechwelte er nach Matsuyama zum Drittligisten Ehime FC. Am Ende der Saison 2023 feierte er mit Ehime die Drittligameisterschaft und den Aufstieg in die zweite Liga. Nach 52 Ligaspielen wechselte er im August 2024 zum Zweitligisten Tokushima Vortis.

## Erfolge
Ehime FC
- Japanischer Drittligameister: 2023  ▲